# Finn Halse
Ole Finn Halse, född 26 augusti 1910 i Kristiania, död 9 april 1980 på Mallorca, var en norsk författare och översättare.
Halse var utbildad jurist, men var från 1945 verksam som förläggare, översättare och författare. Han utgav över 300 titlar i bokform, fler än någon annan norsk författare. De flesta ingick i serier som Kometserien och Villmarkserien och publicerades under pseudonym. Halse använde sig av många pseudonym, däribland Tex Miller, Steve Grant och Nick Mallory. Handlingen förlade han företrädesvis till USA. Han var översatte även ett hundratal deckare och westernromaner till norska.